# Loueuse
Loueuse est une commune française située dans le département de l'Oise en région Hauts-de-France.

## Géographie

### Localisation
La commune se trouve dans l'aire d'attraction de Beauvais ainsi que dans sa zone d'emploi, et dans le bassin de vie de Grandvilliers.

### Communes limitrophes
Les communes limitrophes sont  Ernemont-Boutavent, Escames, Morvillers, Mureaumont, Omécourt, Saint-Deniscourt et Songeons.
| Mureaumont         | Omécourt | Saint-Deniscourt |
| Ernemont-Boutavent | Loueuse  | Morvillers       |
| Escames            |          | Songeons         |

### Géologie et relief
La superficie de la commune est de 7,32 km2 ; son altitude varie de 139  à   199 mètres.
Louis Graves indiquait en 1836 que « cette commune est comprise dans le plateau qui constitue la région septentrionale du canton ; son territoire, dépourvu d'eau, présente vers l'ouest quelques ravins ; le chef-lieu qui est disposé en une longue rue, est rapproché de la limite orientale ».

### Hydrographie

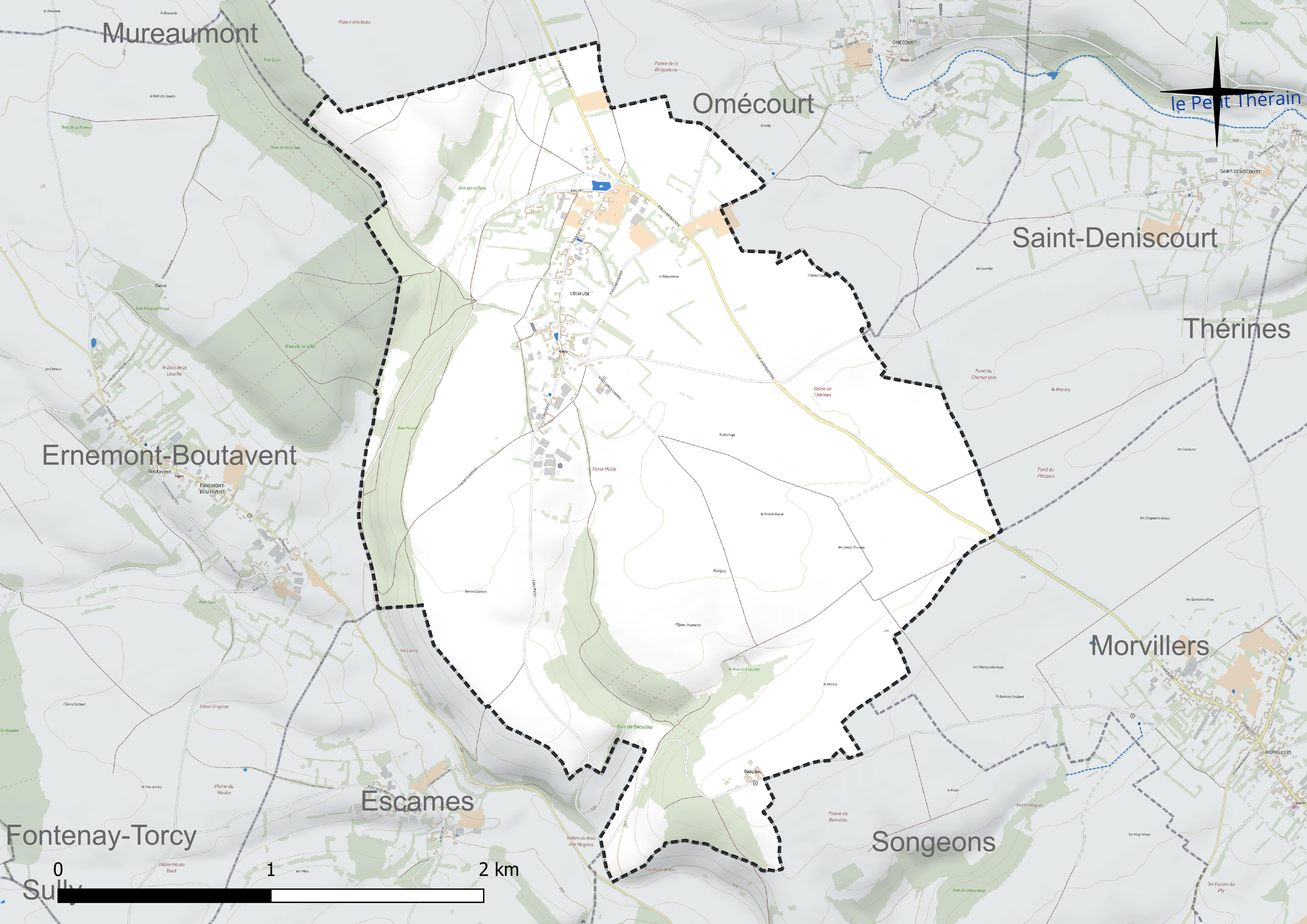
Réseau hydrographique de Loueuse.

La commune est située dans le bassin Seine-Normandie.
Elle n'est drainée par aucun cours d'eau,.

### Climat
Pour des articles plus généraux, voir Climat des Hauts-de-France et Climat de l'Oise.
En 2010, le climat de la commune est de type climat océanique dégradé des plaines du Centre et du Nord, selon une étude du CNRS s'appuyant sur une série de données couvrant la période 1971-2000. En 2020, Météo-France publie une typologie des climats de la France métropolitaine dans laquelle la commune est exposée à un climat océanique et est dans la région climatique Côtes de la Manche orientale, caractérisée par un faible ensoleillement (1 550 h/an) ; forte humidité de l'air (plus de 20 h/jour avec humidité relative > 80 % en hiver), vents forts fréquents.
Pour la période 1971-2000, la température annuelle moyenne est de 9,8 °C, avec une amplitude thermique annuelle de 14,4 °C. Le cumul annuel moyen de précipitations est de 853 mm, avec 12,8 jours de précipitations en janvier et 8,8 jours en juillet. Pour la période 1991-2020, la température moyenne annuelle observée sur la station météorologique la plus proche, située sur la commune de Saint-Arnoult à 4 km à vol d'oiseau, est de 10,4 °C et le cumul annuel moyen de précipitations est de 797,2 mm,. Pour l'avenir, les paramètres climatiques de la commune estimés pour 2050 selon différents scénarios d'émission de gaz à effet de serre sont consultables sur un site dédié publié par Météo-France en novembre 2022.
| Mois                                  | jan.          | fév.           | mars           | avril         | mai           | juin          | jui.          | août         | sep.          | oct.          | nov.          | déc.           | année     |
| ------------------------------------- | ------------- | -------------- | -------------- | ------------- | ------------- | ------------- | ------------- | ------------ | ------------- | ------------- | ------------- | -------------- | --------- |
| Température minimale moyenne (°C)     | 1,1           | 1,2            | 2,7            | 4,5           | 7,4           | 10,5          | 12,3          | 12,4         | 10            | 7,9           | 4,5           | 1,7            | 6,3       |
| Température moyenne (°C)              | 3,5           | 4              | 6,5            | 9,6           | 12,4          | 15,8          | 17,9          | 17,7         | 14,9          | 11,4          | 7,1           | 4,1            | 10,4      |
| Température maximale moyenne (°C)     | 6             | 6,9            | 10,3           | 14,6          | 17,5          | 21,2          | 23,4          | 23           | 19,8          | 15            | 9,8           | 6,5            | 14,5      |
| Record de froid (°C) date du record   | −13 18.01.13  | −12,6 12.02.12 | −11,5 04.03.05 | −4,5 07.04.08 | −0,8 06.05.19 | 2,5 14.06.05  | 5 31.07.07    | 4,9 21.08.14 | 2,4 30.09.18  | −3,8 29.10.03 | −5,4 30.11.16 | −12,1 26.12.10 | −13 2013  |
| Record de chaleur (°C) date du record | 14,1 09.01.15 | 17,9 27.02.19  | 23,2 31.03.21  | 25,7 20.04.18 | 29,7 27.05.05 | 34,6 21.06.17 | 40,6 25.07.19 | 37 09.08.20  | 33,1 09.09.23 | 28,5 01.10.11 | 18,5 08.11.15 | 16,6 30.12.22  | 40,6 2019 |
| Précipitations (mm)                   | 75,3          | 63,3           | 65,8           | 45,8          | 68,1          | 53,2          | 58,7          | 70,2         | 50,8          | 70,4          | 78,5          | 97,1           | 797,2     |

## Urbanisme

### Typologie
Au 1er janvier 2024, Loueuse est catégorisée commune rurale à habitat dispersé, selon la nouvelle grille communale de densité à sept niveaux définie par l'Insee en 2022.
Elle est située hors unité urbaine. Par ailleurs la commune fait partie de l'aire d'attraction de Beauvais, dont elle est une commune de la couronne,. Cette aire, qui regroupe 162 communes, est catégorisée dans les aires de 50 000 à moins de 200 000 habitants,.

### Occupation des sols

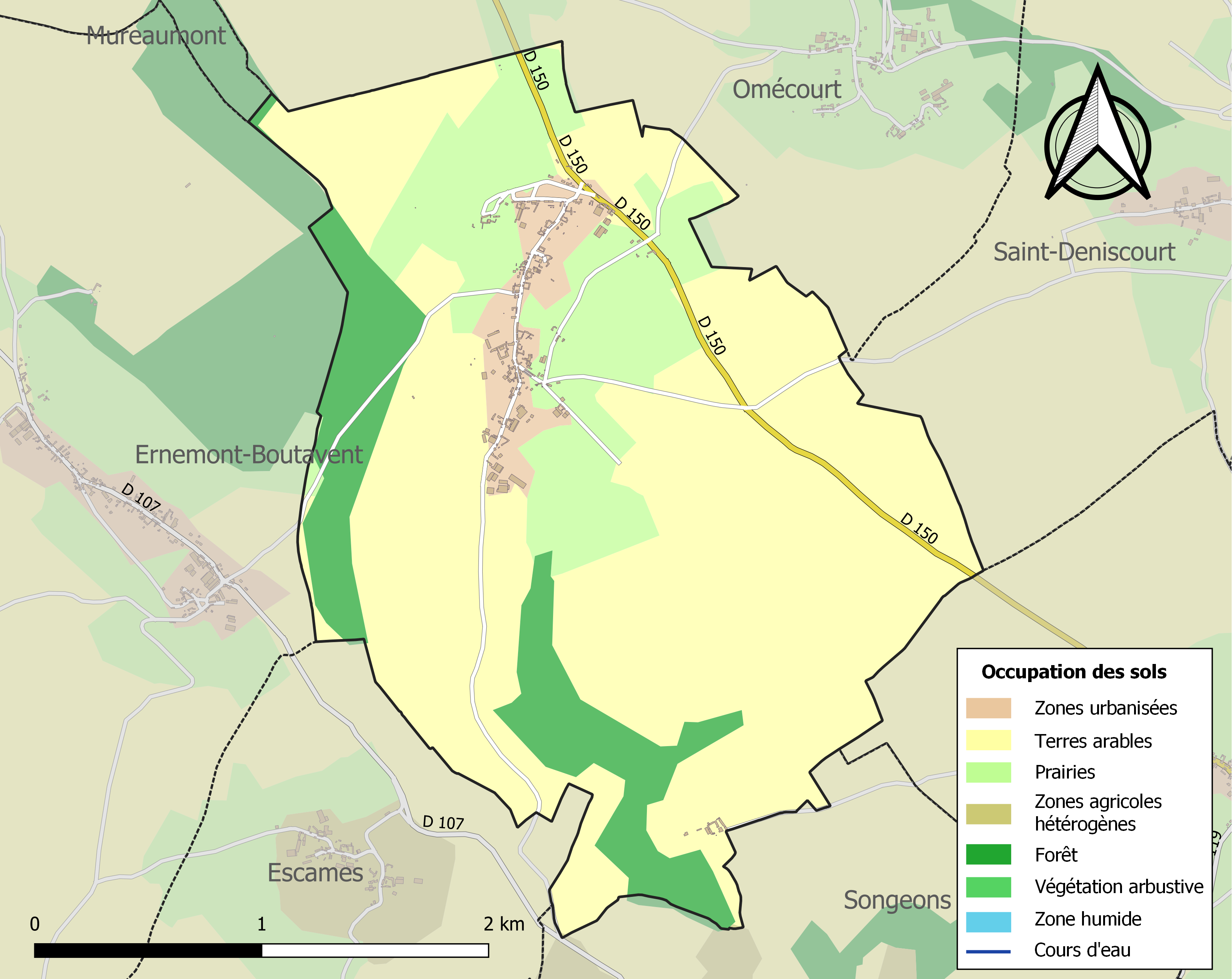
Carte des infrastructures et de l'occupation des sols de la commune en 2018 (CLC).

L'occupation des sols de la commune, telle qu'elle ressort de la base de données européenne d'occupation biophysique des sols Corine Land Cover (CLC), est marquée par l'importance des territoires agricoles (82,9 % en 2018), une proportion sensiblement équivalente à celle de 1990 (83,1 %).
La répartition détaillée en 2018 est la suivante : 
terres arables (64,9 %), prairies (18 %), forêts (12,4 %), zones urbanisées (4,7 %).
L'évolution de l'occupation des sols de la commune et de ses infrastructures peut être observée sur les différentes représentations cartographiques du territoire : la carte de Cassini (XVIIIe siècle), la carte d'état-major (1820-1866) et les cartes ou photos aériennes de l'IGN pour la période actuelle (1950 à aujourd'hui).

### Habitat et logement
En 2021, le nombre total de logements dans la commune était de 80, alors qu'il était de 72 en 2016 et de 73 en 2011.
Parmi ces logements, 82,8 % étaient des résidences principales, 9,4 % des résidences secondaires et 7,8 % des logements vacants. Ces logements étaient  tous des maisons individuelles.
Le tableau ci-dessous présente la typologie des logements à Loueuse en 2021 en comparaison avec celle de l'Oise et de la France entière. Une caractéristique marquante du parc de logements est ainsi une proportion de résidences secondaires et logements occasionnels (9,4 %) supérieure à celle du département (2,4 %) mais inférieure à celle de la France entière (9,7 %).
| Typologie                                               | Loueuse | Oise | France entière |
| ------------------------------------------------------- | ------- | ---- | -------------- |
| Résidences principales (en %)                           | 82,8    | 90,5 | 82,2           |
| Résidences secondaires et logements occasionnels (en %) | 9,4     | 2,4  | 9,7            |
| Logements vacants (en %)                                | 7,8     | 7    | 8,1            |

### Voies de communication et transports
Loueuse est desservie par la RD 150 qui la relie à Beauvais et Crillon, d'une part, et à Formerie, d'autre part.
La commune est desservie, en 2023, par les lignes 6103, 6113, 6150 et 6151 du réseau interurbain de l'Oise.

## Toponymie
Le nom de la localité est attesté sous les formes Loueuses (1130) ; de Loosis (1161) ; Loosoe (1161) ; altare de Lodosiis (1163) ; Lodosioe (1163) ; Lodusiae (1163) ; Lodosae (1195) ; Loeuses (1201) ; Louses (1201) ; Loueses (1212) ; Loueus (1213) ; Louveuses (1222) ; Loueuze (XIVe) ; Loueuzes (XIVe) ; Loueuses en Beauvaisis ; Loueuse (1501) ; Loüeuse (1720).
Du latin lutosa (terra), « (terre) boueuse » au pluriel ; lutosas devient d'abord loeuses , leeuses , qui se contracte habituellement en leuses ; ici la contraction ne s'est pas faite.

## Histoire

### Temps modernes
La paroisse est créée vers 1550-1560. Jusqu'alors, les habitants relevaient d'Escames.
Loueuse a donné, avant la Révolution française, son nom à une famille de nobles, dont deux frères au XVIe siècle, Jacques, seigneur de Loueuse et Antoine son frère. Jacques a reçu des lettres de chevalerie données à Vienne le 12 avril 1577 par l'empereur Maximilien II. Le 19 février 1585, Antoine de Loueuse, écuyer, seigneur de Cronevelt et de Méricourt en partie, est autorisé à faire enregistrer ces lettres.
La terre de Loueuse appartint à la maison de Gouffier. Antoine Gouffier était seigneur de Morvillers et de Loueuse en 1640.

### Époque contemporaine
En 1839, la commune, instituée par la Révolution française, dispose d'une école. On y trouve un moulin à vent et une briqueterie. Une partie de la population travaille à la bonneterie de laine.
Lors de la Première Guerre mondiale (1914-1918), une des nombreuses batailles a lieu dans cette commune. Lors de la phase de tranchées les Allemands luttent face aux alliés et aux soldats français. Les Allemands, vaincus, se replient plus à l'est, du côté de Saint-Arnoult. Le site est à peine visible mais si vous promenez par là, vous pourrez voir les trous d'obus restants qui marquent cette commune[réf. nécessaire].

## Politique et administration

### Rattachements administratifs et électoraux

#### Rattachements administratifs
La commune se trouve dans l'arrondissement de Beauvais du département de l'Oise.
Elle faisait partie depuis 1802 du canton de Songeons. Dans le cadre du redécoupage cantonal de 2014 en France, cette circonscription administrative territoriale a disparu, et le canton n'est plus qu'une circonscription électorale.

#### Rattachements électoraux
Pour les élections départementales, la commune fait partie depuis 2014 du canton de Grandvilliers.
Pour l'élection des députés, elle fait partie de la deuxième circonscription de l'Oise.

### Intercommunalité
Loueuse est membre de la communauté de communes de la Picardie verte, un établissement public de coopération intercommunale (EPCI) à fiscalité propre créé fin 1996  et auquel la commune a transféré un certain nombre de ses compétences, dans les conditions déterminées par le code général des collectivités territoriales.

### Liste des maires
| Période                                  | Période                        | Identité            | Étiquette | Qualité                                     |
| ---------------------------------------- | ------------------------------ | ------------------- | --------- | ------------------------------------------- |
| Les données manquantes sont à compléter. |                                |                     |           |                                             |
|                                          | 1995                           | Louis des Courtils  |           | Vicomte                                     |
| juin 1995                                | 2008                           | André Primout       | UMP       |                                             |
| mars 2008                                | En cours (au 30 novembre 2023) | Pierre des Courtils | SE        | Agriculteur Réélu pour le mandat 2020-2026, |

## Équipements et services publics

### Espaces publics
Afin de luter contre la vitesse automobile dans le village et protéger les canards d'une mare voisine, la municipalité a fait matérialiser par les habitants et leurs enfants  un passage protégé pour canards sur la chaussée.

## Population et société

### Démographie

#### Évolution démographique
L'évolution du nombre d'habitants est connue à travers les recensements de la population effectués dans la commune depuis 1793. Pour les communes de moins de 10 000 habitants, une enquête de recensement portant sur toute la population est réalisée tous les cinq ans, les populations de référence des années intermédiaires étant quant à elles estimées par interpolation ou extrapolation. Pour la commune, le premier recensement exhaustif entrant dans le cadre du nouveau dispositif a été réalisé en 2007.

En 2022, la commune comptait 151 habitants, en évolution de +1,34 % par rapport à 2016 (Oise : +0,87 %, France hors Mayotte : +2,11 %).
| 1793 | 1800 | 1806 | 1821 | 1831 | 1836 | 1841 | 1846 | 1851 |
| ---- | ---- | ---- | ---- | ---- | ---- | ---- | ---- | ---- |
| 457  | 428  | 432  | 383  | 354  | 329  | 340  | 346  | 311  |

| 1856 | 1861 | 1866 | 1872 | 1876 | 1881 | 1886 | 1891 | 1896 |
| ---- | ---- | ---- | ---- | ---- | ---- | ---- | ---- | ---- |
| 312  | 307  | 299  | 282  | 279  | 258  | 273  | 271  | 273  |

| 1901 | 1906 | 1911 | 1921 | 1926 | 1931 | 1936 | 1946 | 1954 |
| ---- | ---- | ---- | ---- | ---- | ---- | ---- | ---- | ---- |
| 250  | 209  | 211  | 220  | 221  | 230  | 208  | 201  | 168  |

| 1962 | 1968 | 1975 | 1982 | 1990 | 1999 | 2006 | 2007 | 2012 |
| ---- | ---- | ---- | ---- | ---- | ---- | ---- | ---- | ---- |
| 175  | 184  | 167  | 134  | 138  | 133  | 144  | 145  | 145  |

| 2017 | 2022 | - | - | - | - | - | - | - |
| ---- | ---- | - | - | - | - | - | - | - |
| 150  | 151  | - | - | - | - | - | - | - |

#### Pyramide des âges
La population de la commune est relativement âgée.
En 2018, le taux de personnes d'un âge inférieur à 30 ans s'élève à 27,3 %, soit en dessous de la moyenne départementale (37,3 %). À l'inverse, le taux de personnes d'âge supérieur à 60 ans est de 33,3 % la même année, alors qu'il est de 22,8 % au niveau départemental.
En 2018, la commune comptait 69 hommes pour 82 femmes, soit un taux de 54,3 % de femmes, largement supérieur au taux départemental (51,11 %).
Les pyramides des âges de la commune et du département s'établissent comme suit.
| Hommes | Classe d’âge | Femmes |
| ------ | ------------ | ------ |
| 1,4    | 90 ou +      | 1,2    |
| 8,7    | 75-89 ans    | 14,8   |
| 24,6   | 60-74 ans    | 16,0   |
| 21,7   | 45-59 ans    | 17,3   |
| 18,8   | 30-44 ans    | 21,0   |
| 7,2    | 15-29 ans    | 7,4    |
| 17,4   | 0-14 ans     | 22,2   |

| Hommes | Classe d’âge | Femmes |
| ------ | ------------ | ------ |
| 0,5    | 90 ou +      | 1,4    |
| 5,5    | 75-89 ans    | 7,6    |
| 15,6   | 60-74 ans    | 16,3   |
| 20,8   | 45-59 ans    | 20     |
| 19,4   | 30-44 ans    | 19,4   |
| 17,6   | 15-29 ans    | 16,2   |
| 20,6   | 0-14 ans     | 19,1   |

### Manifestations culturelles et festivités
- Le festival « Loueuse en vrac », dont la 3e édition s'est tenue début septembre 2023, rassemble cirque, musique latino, hip-hop et expositions[28].

## Économie
Le village est essentiellement agricole.
La commune compte notamment la « ferme aux 3 000 porcs », qui a fait l'objet de multiples recours de riverains et d'associations environnementales,,

## Culture locale et patrimoine

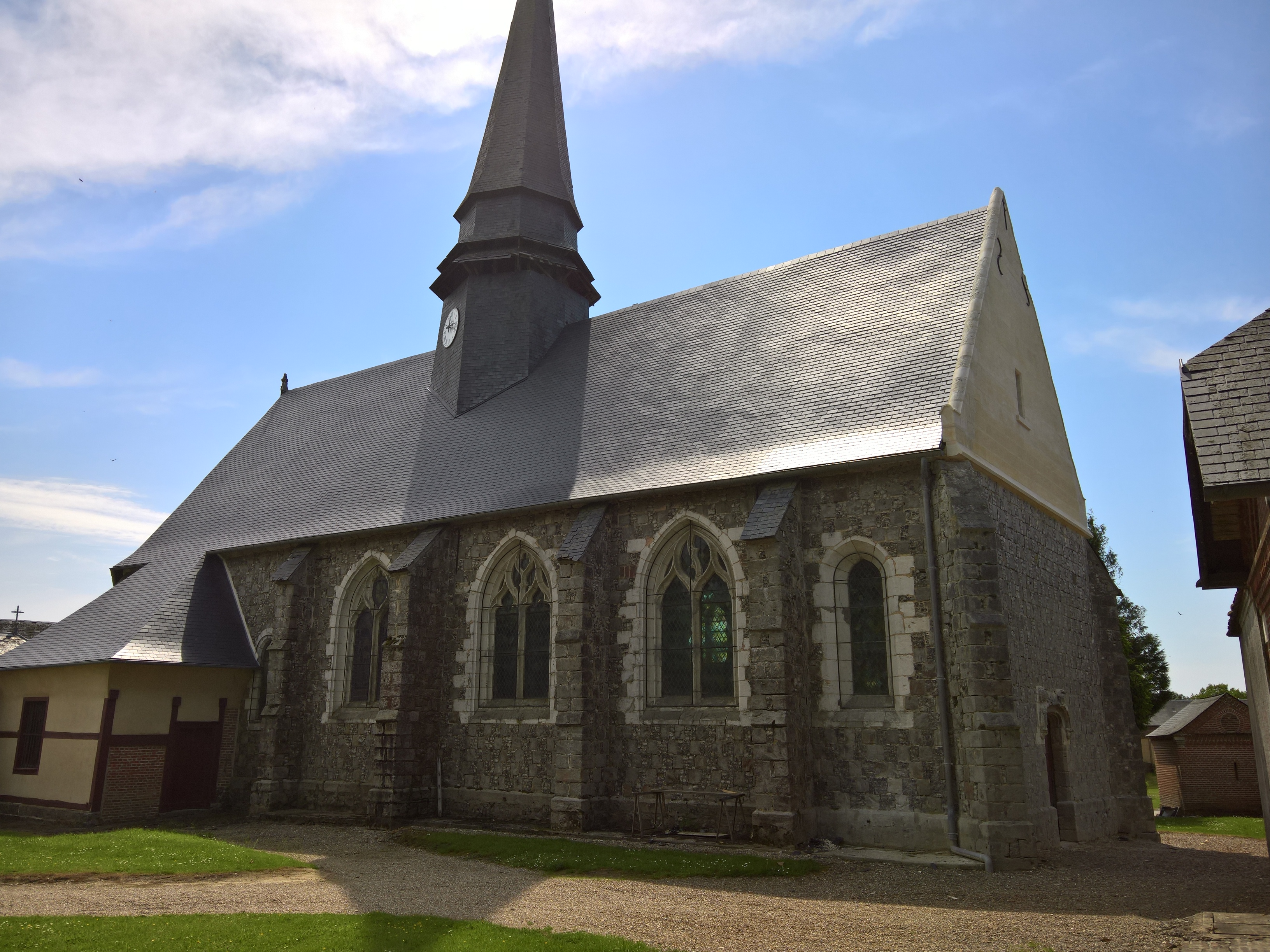
Église Saint-Pierre de Loueuse.

### Lieux et monuments
- Église Saint-Pierre, constituée d'un long vaisseau terminé par un chevet à trois pans et dotée d'une haute flèche octogonale effilée en charpente et ardoises, datant de la première moitié du XVIe siècle. L'intérieur a été décoré au XVIIIe siècle de boiseries du chœur, du maître autel en marbre, d'un lutrin et d'une exceptionnelle chaire à prêcher[32].

- Château de Loueuse, en briques et pierres de taille, probablement de la fin du XVIIIe ou du début du XIXe siècle, propriété de la famille des Courtils.

## Pour approfondir